# Louis Alexandre Céleste Toussaint Dubreuil-Hélion de La Guéronnière
Pour les articles homonymes, voir Famille du Breuil-Hélion de La Guéronnière, Breuil et Hélion.
Louis Alexandre Céleste Toussaint Dubreuil-Hélion de La Guéronnière est un homme politique français né le 7 octobre 1773 à Montbron et mort le 6 mai 1822 à Massignac (Charente).

## Biographie
Il est le fils de Marc Antoine Bernard Dubreuil-Hélion de La Guéronnière, baron des Étangs, officier aux Invalides, chevalier de Saint-Louis, et Marie Michèle de La Breuille.
Ancien chef d'escadron, il émigre à la Révolution et sert dans les hussards de Bercheny. Revenu en France sous le Consulat, il est amnistié le 22 brumaire an XI (1802).
Louis de La Guéronnière est décoré de l'ordre de Saint-Louis après la Restauration et nommé inspecteur des gardes nationales.
Grand propriétaire terrien, maire de Massignac, il est membre de la Chambre introuvable de 1815 à 1816, élu une seconde fois de 1820 à 1822, et siège avec les ultras.
Il décède au domaine des Étangs à Massignac, célibataire.

## Sources
« Louis Alexandre Céleste Toussaint Dubreuil-Hélion de La Guéronnière », dans Adolphe Robert et Gaston Cougny, Dictionnaire des parlementaires français, Edgar Bourloton, 1889-1891 [détail de l’édition]